# Seznam izraelskih modnih oblikovalcev
Seznam izraelskih modnih oblikovalcev.

## A
- Yigal Azrouel

## E
- Alber Elbaz

## G
- Leah Gottlieb

## T
- Elie Tahari

## Z
- Ronit Zilkha